# نور (مجموعه تلویزیونی)
نور نام مجموعه‌ای تلویزیونی ساخت کشور ترکیه می‌باشد که از سال ۲۰۰۵ تا ۲۰۰۷ شبکه کانال دی ترکیه پخش شد. نام اصلی این سریال نقره (به ترکی استانبولی: Gümüş) می‌باشد، اما در شبکه‌های عربی‌زبان و شبکهٔ ام‌بی‌سی پرشیا با نام نور پخش می‌شود.این سریال از شبکه‌های ام‌بی‌سی ۴ با دوبله عربی پخش شد. شبکه ام‌بی‌سی پرشیا این سریال را با دوبله فارسی پخش کرد.

## داستان

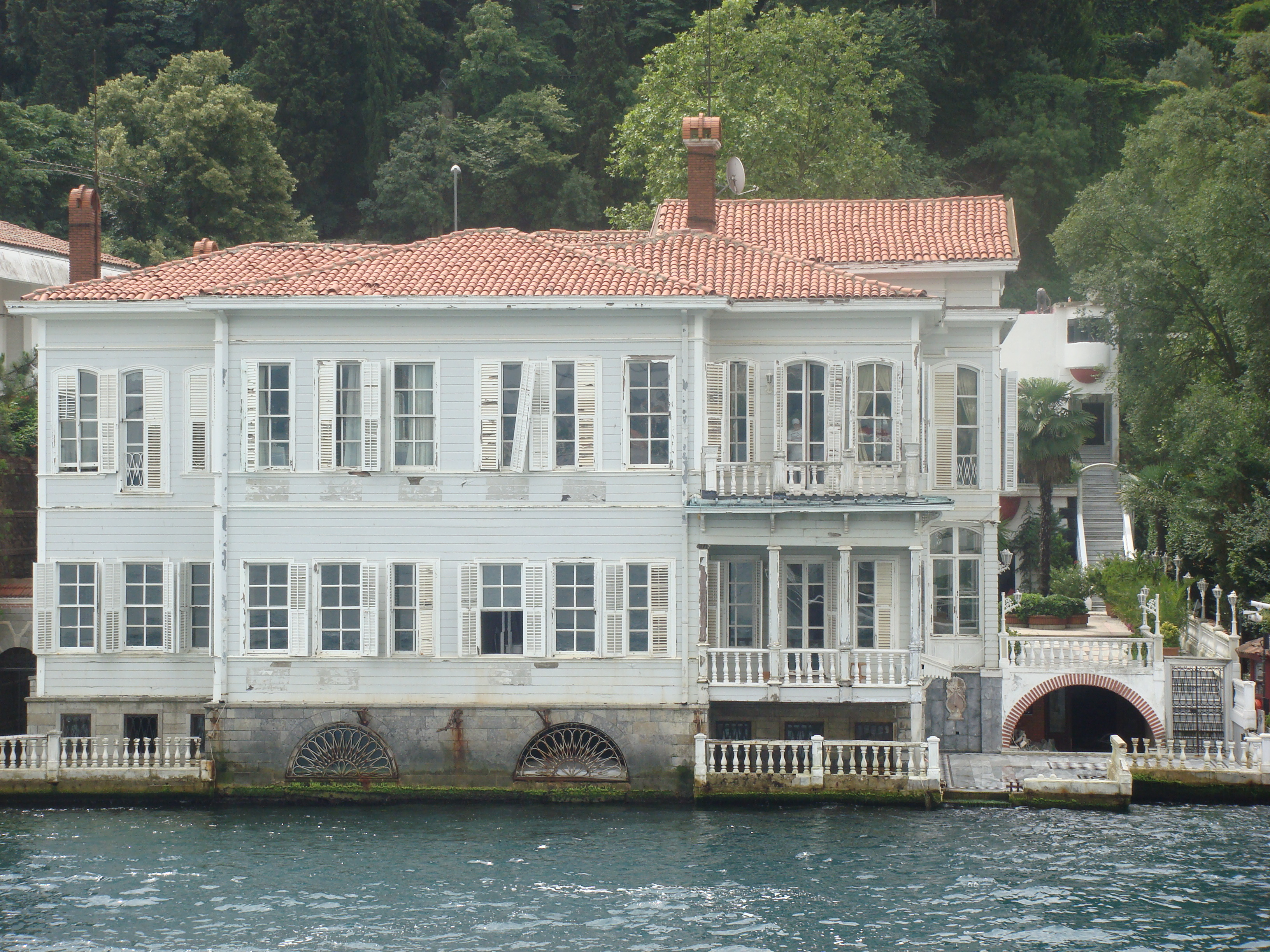
قصر نور و مهنّد

این فیلم داستان زندگی دختر جوان و زیبایی را نشان می‌دهد که با یک پسر به نام مهنّد که از یک خانوادهٔ اشرافی و ثروتمند است، ازدواج کرده‌است.
مهند زنی را که دوست دارد در تصادفی وحشتناک از دست می‌دهد و اینک دلزده از زندگی است. نور دختری که در کودکی دوستش داشته است، از طرف پدربزرگش برای ازدواج به او پیشنهاد می‌شود، اما مهند در شب عروسی می‌گریزد و شکیبایی و اندوه و انتظار برای نور بجا می‌گذارد…

## بازیگران
| بازیگر                 | نقش            |
| ---------------------- | -------------- |
| سونگل اودن             | Gümüş Şadoğlu  |
| کیوانچ تاتلیتوغ        | Mehmet Şadoğlu |
| اکرم بورا              | Mehmet Fikri   |
| Güngör Bayrak          | Şeref Şadoğlu  |
| Funda İlhan            | Esra           |
| Ayça Varlıer           | Pınar          |
| سردار اورچین           | Onur           |
| Kayra Simur            | Defne          |
| Laçin Ceylan           | Gülsün         |
| Sevinç Gürsen Akyıldız | Bahar          |
| Kamil Güler            | Gökhan         |
| Soydan Soydas          | Berk           |
| Ayla Arslancan         | Safiye         |
| Tarık Ünlüoğlu         | Tarık          |
| Sema Mumcu             | Tuğçe          |
| Türkan Kılıç           | Zeynep         |
| Barış Bağcı            | Emir           |
| Cüneyt Çalışkur        | Ahmet          |
| Alper Düzen            |                |
| Hilal Uysun            | Nihan          |
| Barış Hayat            | Ilker          |
| Burak Yavas            | Mehmet Can     |
| Kamil Güler            | Gökhan         |
| Uğur Aslan             | Orhan          |
| Yeliz Başlangiç        | Rukiye         |
| Emre Karayel           | Engin          |
| Tayfun Eraslan         | Levent         |
| Hikmet Karagöz         | Osman          |
| Elif Aksar             | Kader          |
| Cansın Özyosun         | Didem          |
| Faik Ergen             | Berk II        |
| Murat Onuk             | Cihan          |
| Füsun Erbulak          | Dilruba        |
| Zuhal Tasar Gökhan     | Billur         |
| Erdal Cindoruk         | Kenan          |
| Göktug Alpasar         | Selim          |
| Yonca Oskay            | Nilüfer        |
| Meltem Ören            | Beril          |
| Dilek Serbest          | Derin          |
| Murat Akdağ            | Köylü          |
| Çiğdem Batur           | Dilek          |

## حاشیه‌ها
مجموعهٔ تلویزیونی نور که نام اصلی اش Gümüş به معنای نقره می‌باشد در فاصله ژانویه ۲۰۰۵ تا ژوئن ۲۰۰۷ در صد قسمت در شبکه د Kanal D کشور ترکیه تهیه شده است. این مجموعهٔ تلویزیونی با دوبلهٔ عربی توانست بینندگان بسیاری را مجذوب خود نماید و حرف و حدیث کوچه و بازار شود. سریال نور با دوبله فارسی از روز شنبه ۸ مهرماه ساعت ۱۰ شب شنبه تا چهارشنبه از mbcpersia پخش می‌شود.

طبق فتوای صادر شده از سوی برخی مفتیان وهابی عربستان سعودی از جمله شیخ «عبدالعزیز آل الشیخ»، دیدن سریال‌های ترکیه اقدامی حرام محسوب می‌شود. هدف این گونه سریال‌ها منحرف کردن بشر و منهدم کردن انسانیت است زیرا بیننده را به روی آوردن به هوا و هوس می‌خواند و انسان را به آزادی کامل و مطلق و خارج از هرگونه قید و بند دعوت می‌کند و بی شک بدین ترتیب شهوت و هوا و هوس بر انسان غلبه خواهد کرد و حلال و حرام در هم مخلوط می‌شود.

## محبوبیت
در عربستان سعودی حدود ۳ تا ۴ میلیون نفر گفته‌اند که این سریال را هر روز از شبکه ام‌بی‌سی مشاهده کرده‌اند. قسمت پایانی این سریال حدود ۸۵ میلیون بیننده عرب داشته‌است.